# Ilema virescens
Ilema virescens este o molie din familia Erebidae. Se găsește în India.

## Legături externe
- en Baza de date a genului Lepidoptera la Muzeul de istorie naturală